# Anabel Belloso
Anabel Belloso (San Salvador, 20 de febrero de 1987) es una política de izquierda salvadoreña del departamento de San Salvador, que ha sido integrante del Consejo Nacional y Comisión Política del partido Frente Farabundo Martí para la Liberación Nacional (FMLN), y fue diputada suplente en el periodo 2015-2018.

## Carrera política
Anabel Belloso inició su trayectoria política como integrante de comités de base del FMLN, y participó en tareas logísticas en la elección presidencial de 2004.
Inició su carrera en cargos públicos en 2015 como diputada suplente de la diputada propietaria, Karina Sosa, por el departamento de San Salvador por el partido del FMLN para el período legislativo 2015-2018; sin embargo, debido a la Sentencia decretada por la Sala de lo Constitucional de la Corte Suprema de Justicia bajo el proceso referencia 35-2015, fue declarada inconstitucional su elección junto al resto de los 84 diputados suplentes.
En el año 2017 se inscribe para participar como diputada propietaria por el departamento de San Salvador por el FMLN, para el período legislativo comprendido del 1° de mayo de 2018 al 31 de abril de 2021. En las elecciones internas realizadas por el FMLN, quedó en la undécima posición; en la elección realizada por el Tribunal Supremo Electoral el 4 de marzo de 2018, quedó ubicada en la tercera posición, obteniendo 26, 627 marcas a su favor.
En La Asamblea Legislativa resultó elegida, por sus mismas compañeras y compañeros, como integrante de la Jefatura del Grupo Parlamentario del FMLN y participa en la Comisión de Hacienda y Especial de Presupuesto; y, en la Comisión de Reformas Electorales y Constitucionales.
También participa como integrante de las siguientes comisiones especiales: en la Ad hoc para estudiar las reformas integrales al sistema de pensiones; y en la comisión para investigar la colocación de títulos y préstamos en los mercados nacionales e internacionales por parte del Estado Salvadoreño, así como el uso de dichos recursos y de cualquier otro obtenido de empréstitos, donaciones o reorientados del Presupuesto General, dentro del marco de la pandemia COVID-19.
Fue presidenta del Grupo Parlamentario de Jóvenes de la Asamblea Legislativa.